# Национальный университет Кордовы
Национальный университет Кордовы (исп.  Universidad Nacional de Córdoba (UNC)) — один из крупнейших университетов Аргентины. Находится в городе  Кордова и является старейшим университетом в стране и четвёртым по возрасту в Америке. 
На протяжении двух веков был единственным университетом в Аргентине, но в XX в. уступил первенство университету Буэнос-Айреса. Иезуитский квартал, на территории которого расположены исторические здания университета, — памятник Всемирного наследия человечества.
Как и остальные национальные университеты Аргентины, финансируется государством, но является автономным, отделённым от церкви и предоставляет бесплатное обучение. Имеет систему самоуправления, в которую входят представители профессорского состава, студентов и аспирантов.

## История

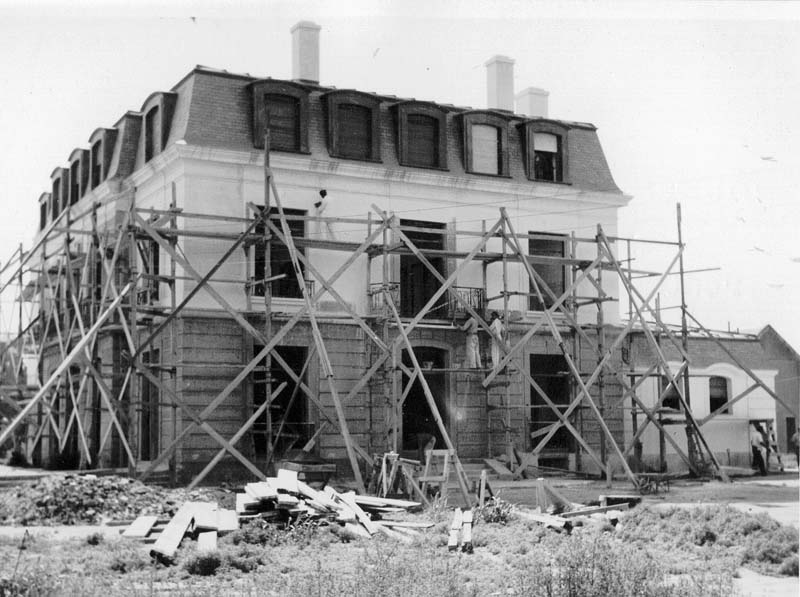
Строительство корпусов университета. Начало XX в.

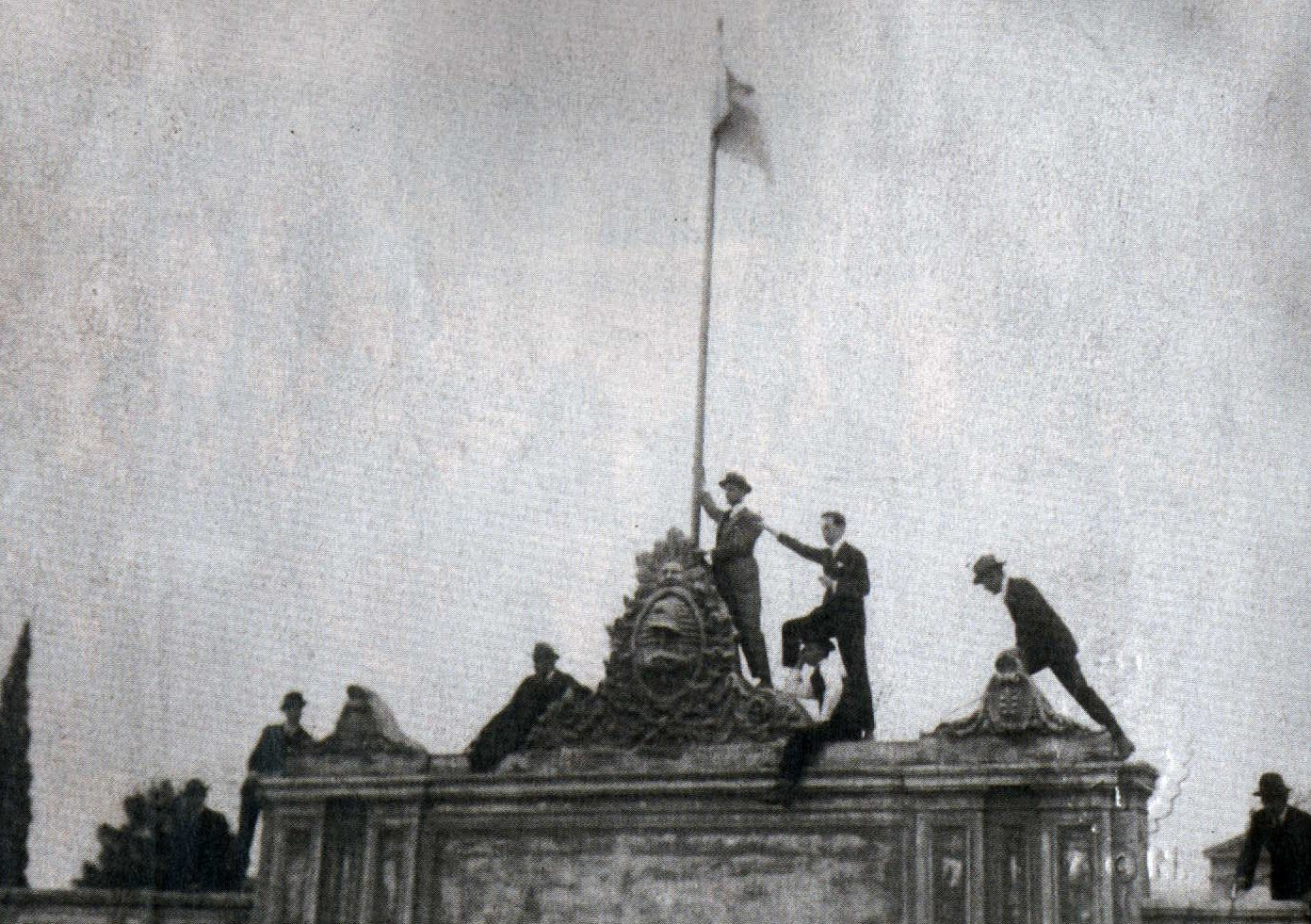
Студенты поднимают флаг Аргентины над НУК во время университетской реформы

История университета начинается с 1610 года, когда иезуиты учредили в Кордове Высшую Коллегию (лат.  Collegium Maximum), где излагалась философия и теология. На базе коллегии в 1613 году был образован университет и библиотека. 8 августа 1621 года папа Григорий XV позволил университету присуждать научные степени, а 2 февраля 1622 года это решение  ратифицировал король  Филипп IV.
Указом от 2 апреля 1767 года король  Испании Карл III изгнал иезуитов из своих владений, после чего университет перешёл к ордену францисканцев. В 1791 году в университете губернатором Рафаэлем де Собремонте был создан факультет права.
В 1800 году королевским указом университет получил название «Королевский университет Святого Карла и Богоматери Монсеррат», а также статус королевского и папского. В университете начали преподавать математику.
В 1820 году губернатор провинции  Кордова Хуан Баутиста Бустос предоставил университету статус провинциального, а в 1856 году он стал национальным и получил своё современное название. В 1860-х годах в Аргентине были проведены образовательные реформы, в результате которых в университете Кордовы прекратили преподавать.
1918 года из Университета Кордовы началась университетская реформа в Аргентине, которая впоследствии распространилась на весь континент. Главными принципами реформы были автономия высших учебных заведений, самоуправление, приближение их к обществу, периодические публичные  аккредитации кафедр и т. д..
В XX в. значительно возросло количество специальностей и студентов в университете, он превратился в важный исследовательский центр страны.

## Состав
В национальном университете Кордовы обучаются более 115 тысяч студентов на 12 факультетах. В состав университета входит 100 исследовательских центров, 25 библиотек и 16 музеев.
Факультеты университета:
- архитектуры, урбанистики и дизайна
- Сельскохозяйственный
- Экономических наук
- Точных и естественных наук
- Медицины:
  - Школа медицины
  - Школа медицинской технологии
  - Школа кинесиологии
  - Школа фоноаудиологии
  - Школа медсёстер
  - Школа диетологии
- Химических наук
- Права и обществознания
  - Школа адвокатов
  - Школа социальной работы
  - Школа информационных наук
- Философии и гуманитарных наук
  - Школа философии
  - Школа гуманитарных наук
  - Школа истории
  - Школа педагогических наук
  - Школа библиотекарей
  - Школа архивного дела
  - Школа искусств
  - Отделение географии
- Языкознания
- Математики, астрономии и физики
- Стоматологии
- Психологии

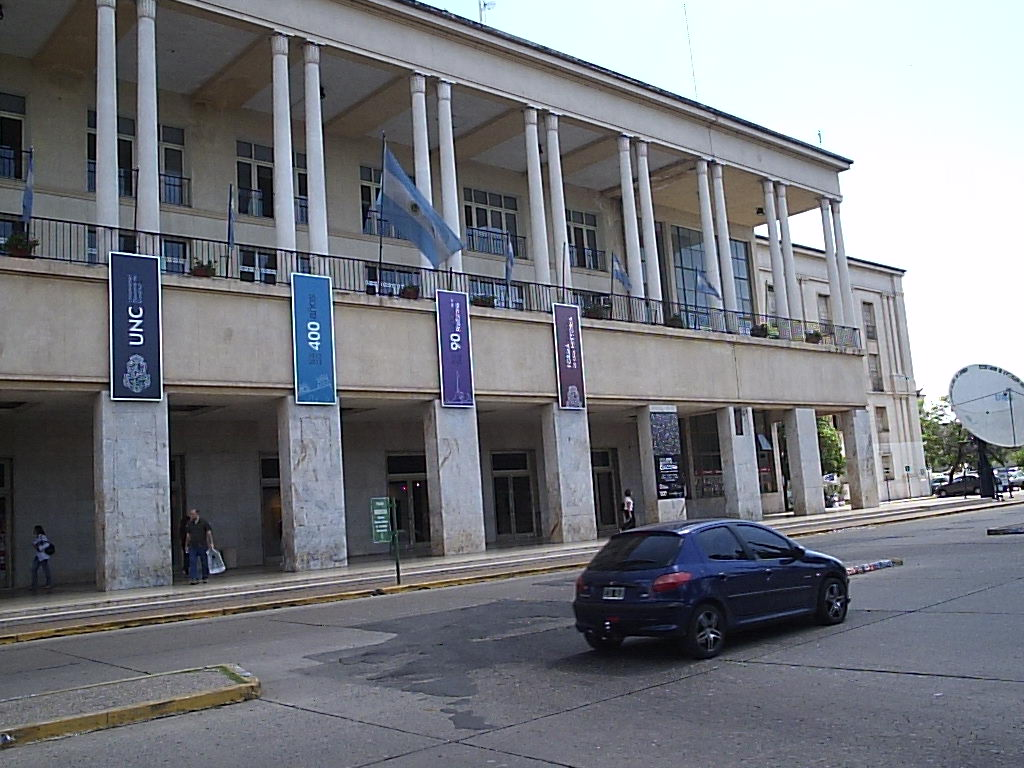
Ректорат
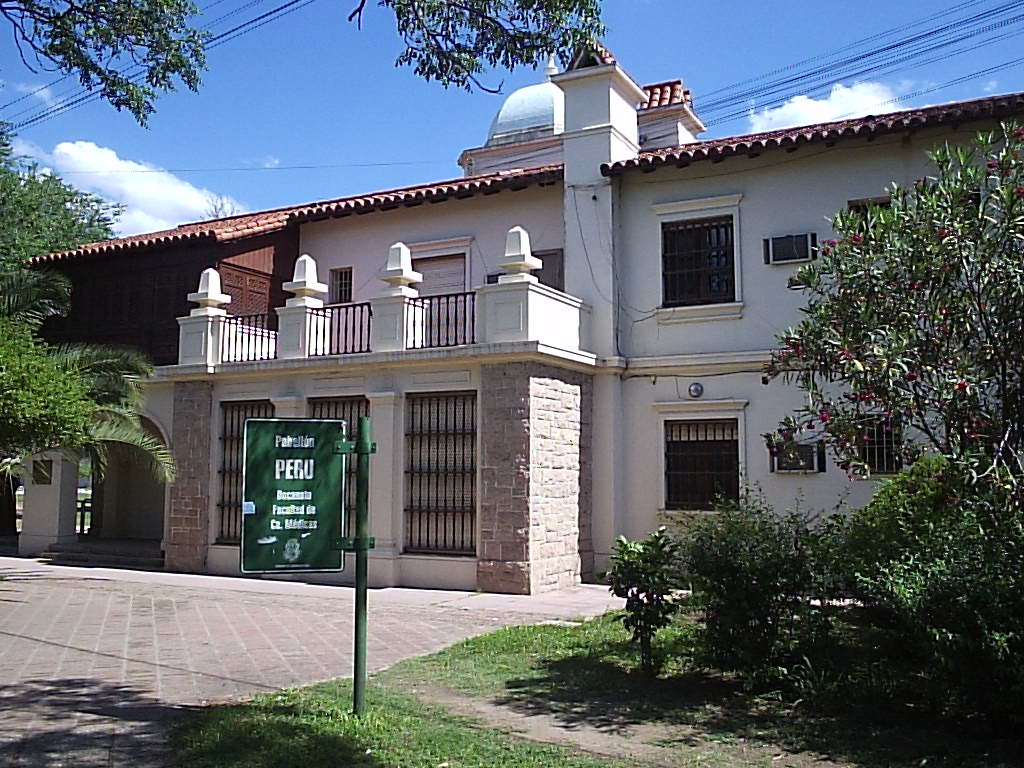
Факультет медицины
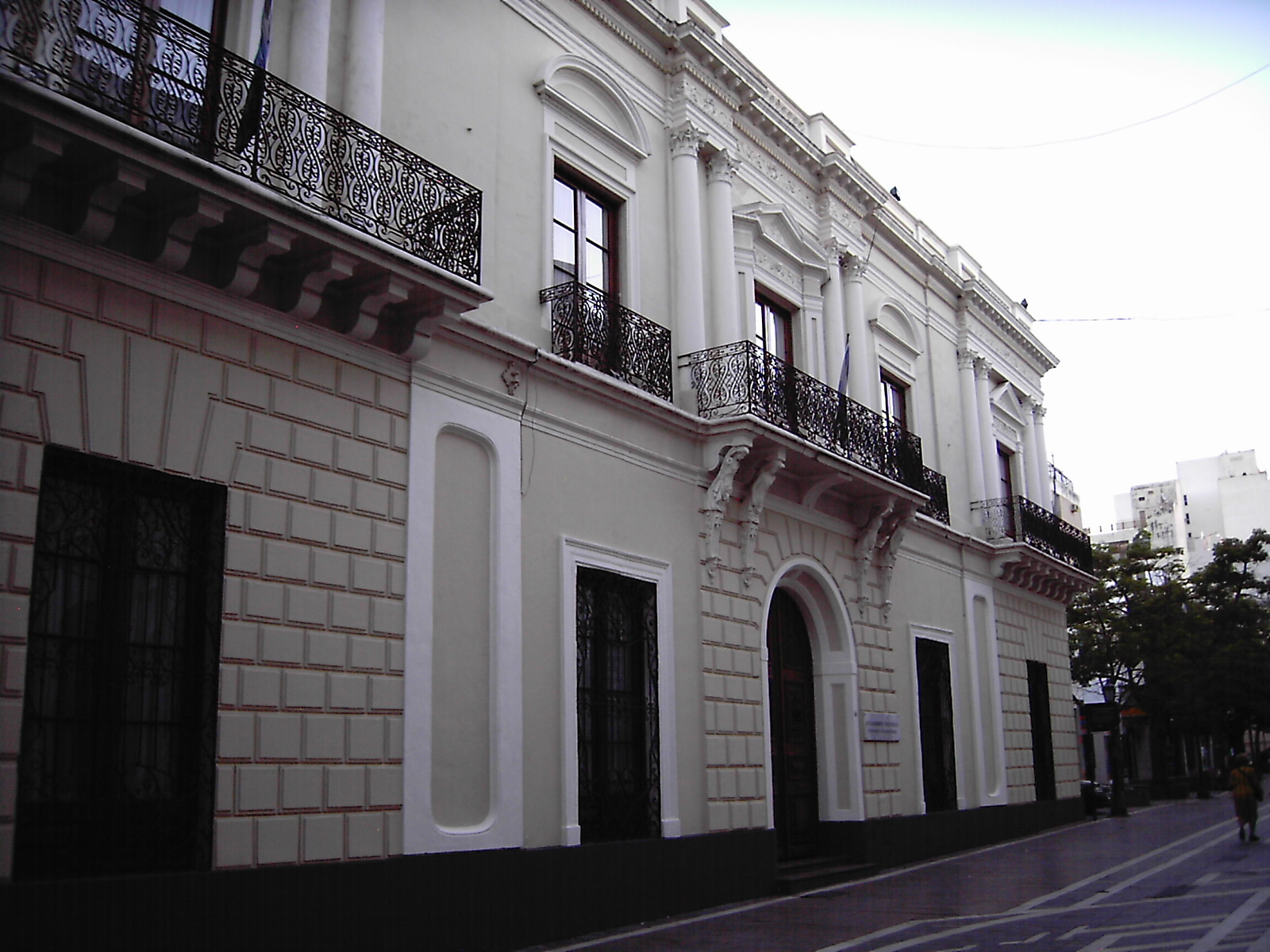
Факультет права и обществознания
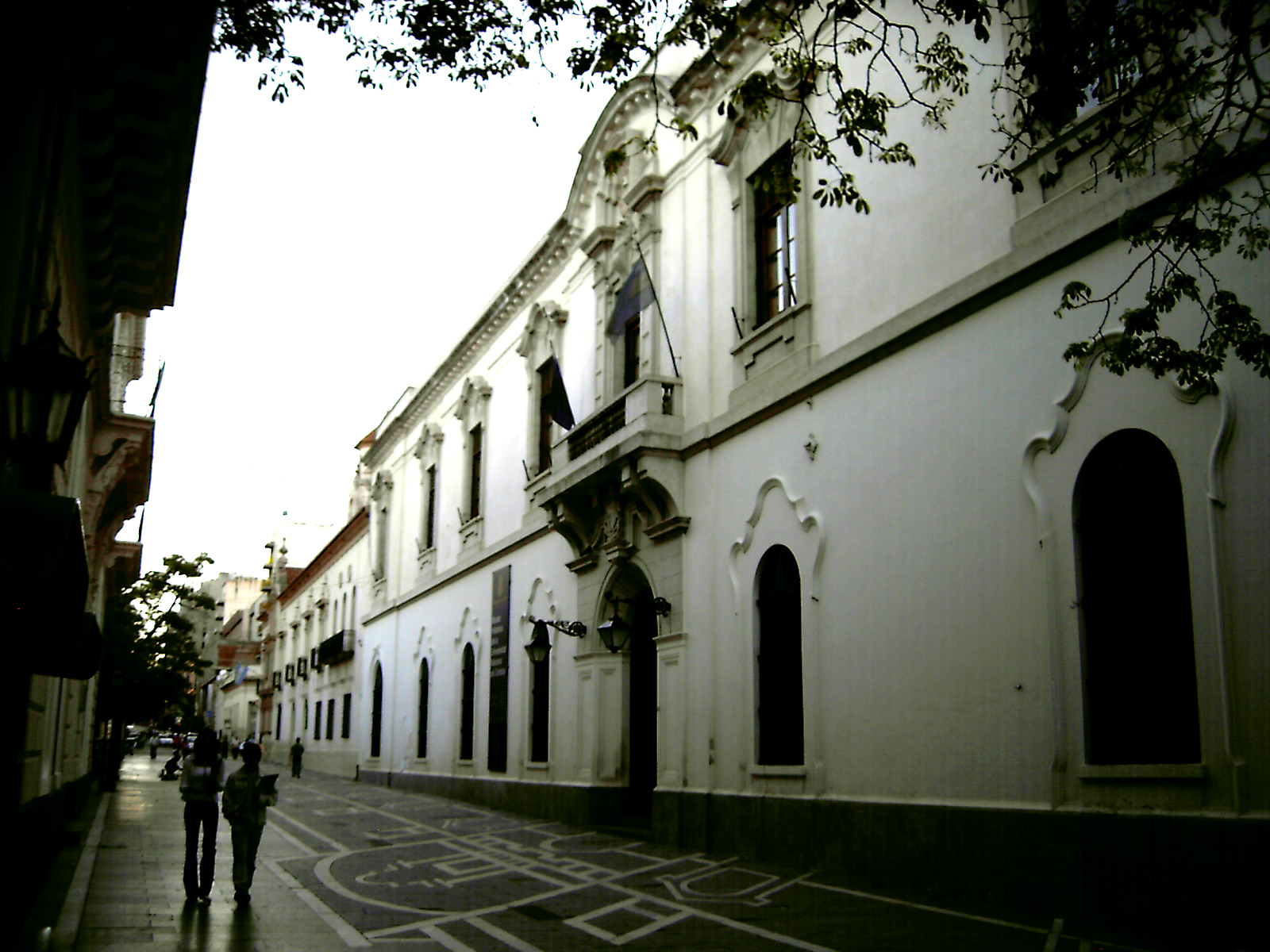
Большая библиотека (имеет 120 000 томов[5])

Также в состав университета входят Центр последипломного образования, Институт исследования государственного управления, Институт исследования космоса, Национальный колледж Монсеррат, Высшая школа коммерции им. Мануэля Бельграно, Обсерватория, Астрономический музей, Стоматологическая клиника, Отделение информатики, Национальный клинический госпиталь, Высший институт пищевой промышленности, Высший институт водных ресурсов и т. п..